# Diretiva da União Europeia sobre o Direito de Autor

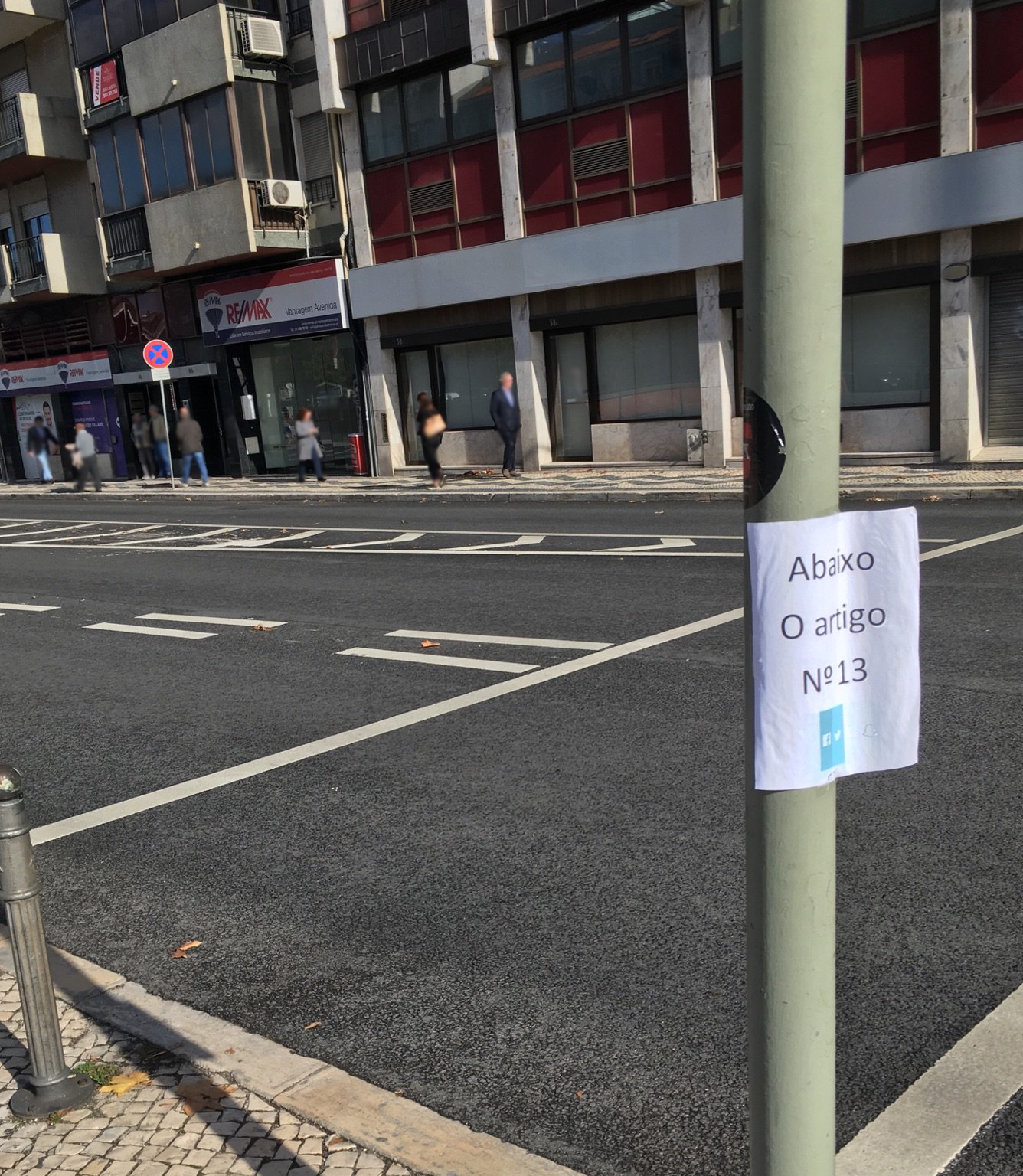
Cartaz de protesto contra o Artigo 13º da Diretiva na Avenida da República, em Lisboa

A Diretiva (UE) 2019/70 do Parlamento Europeu e do Conselho relativa aos direitos de autor e direitos conexos no mercado único digital, também conhecida como Diretiva da União Europeia sobre Direito de Autor, é uma de diretiva da União Europeia que pretende harmonizar alguns pontos da Lei dos Direitos de Autor da União Europeia, avançando em direcção a um Mercado Único Digital. A 20 de Junho de 2018 a proposta foi aprovada pela Comissão dos Assuntos Jurídicos do Parlamento Europeu, sendo necessária votação posterior por todo o Parlamento Europeu antes de tornar-se uma directiva. A 5 de Julho de 2018 uma votação sobre a directiva foi adiada para 12 de setembro de 2018, devido à maioria do Parlamento favorecer a ocorrência de mais discussão, e apresentação de potenciais emendas, antes dessa votação ter lugar.
O Conselho Europeu descreve como suas principais metas como a protecção da Imprensa, reduzindo a discrepância entre os lucros conseguidos pelas plataformas de Internet e os criadores de conteúdo, incentivando a colaboração entre estes dois grupos, e a criação de excepções aos direitos de autor para mineração de dados e texto. As propostas específicas da directiva incluem dar aos editores da Imprensa direito de autor directamente sobre o uso das suas publicações por plataformas da Internet tais como agregadores de notícias online (Artigo 11), exigindo que os sites que hospedem sobretudo conteúdo gerado pelos utilizadores tomem medidas "eficazes e proporcionais" para evitar a colocação não autorizada de conteúdo protegido por direito de autor, ou serem responsabilizados pelas acções dos seus utilizadores (Artigo 13).
Os Artigos 11 e 13 têm atraído a crítica generalizada tanto por Europeus, como por Americanos. O Artigo 11 tem sido criticado como um "imposto sobre as ligações", exigindo que  os sites "obtenham uma licença antes de poderem ligar às notícias"; o Artigo 13 tem sido visto como uma "proibição de memes", com base no facto das tecnologias empregadas para fazer correspondências de conteúdo não conseguirem identificar excepções ao direito de autor legalmente previstas, como a paródia. Os apoiantes da directiva, em grande parte grupos de mídia, editores e criadores de conteúdo, rejeitam esses argumentos, afirmando que uma campanha de desinformação e astroturfing está sendo realizada por grandes plataformas da Internet que beneficiam do status quo, como a Google.
Em novembro de 2018, a Google começou a fazer campanha contra a proposta abertamente, ameaçando fechar o YouTube na União Europeia, a menos que concessões sejam feitas.
O texto final foi aprovado pelos órgãos da União Europeia em meados de 2019 e publico em 15 de maio de 2019.

## História

### Processo legislativo
A primeira diretiva sobre direitos de autor foi adotada em Abril de 2001.
A proposta agora em discussão foi inicialmente lançada a 14 de Setembro de 2016, pela Comissão Europeia, a qual é responsável pela iniciativa legislativa na União Europeia, após o Parlamento Europeu ter pedido uma proposta do género, com um relatório de sua própria iniciativa, o denominado Relatório Reda. A reforma do direito de autor na UE  foi empurrado por uma meta da CE em 2012 e consulta em 2013; pela candidatura de Juncker, a apelação de Kroes, e pela confirmação de Oettinger, e por uma agenda digital intergrupos em 2014; e por comunicações da CE em 2015.
O COREPER do Conselho da União Europeia de 25 de Maio de 2018 aprovou um texto que será enviado para as negociações trilaterais formais com o Parlamento Europeu, visando chegar a um texto final, sem o apoio da Alemanha, Finlândia, Holanda, Eslovênia, Bélgica, e Hungria.
A 20 de Junho de 2018 a Comissão dos Assuntos Jurídicos do Parlamento Europeu finalizou as emendas à diretiva, e apresentou-as ao Parlamento para negociação. No entanto, na votação de 5 de Julho de 2018 os Eurodeputados decidiram não avançar para a fase de negociação, e em vez disso reabrir a directiva para debate em Setembro de 2018. 318 Eurodeputados votaram por reabrir o debate, 278 para enviar a diretiva para as negociações trilaterais, e 31 abstiveram-se.
O texto final, apresentado em fevereiro de 2019 com diversas modificações em razão das críticas sofridas, foi aprovado pelo Parlamento Europeu em Março de 2019 e pelo Conselho em Abril do mesmo ano, sendo publicado em 15 de maio de 2019, com prazo final para harmonização pelos estados-membros até junho de 2021.

## Conteúdo

### Artigo 3
O Artigo 3 propõe uma excepção ao direito de autor para a  mineração de dados e texto (TDM) para fins de investigação científica. A versão do COREPER versão tem uma extensão obrigatória e outra opcional.
Dependendo do Artigo reconhecer ou não o estatuto de domínio público sobre factos e informações, a excepção TDM exceção pode aumentar ou diminuir as restrições em relação ao actual status quo.

### Artigo 4
O Artigo 4 propõe uma excepção obrigatória para o uso de obras protegidas por direito de autor, como parte de "actividades de ensino digitais e transfronteiriças". Este artigo, uma vez implementado, esclarecerá que os estabelecimentos de ensino podem fazer uso não-comercial de obras protegidas para fins ilustrativos.
Houve preocupações por parte do sector educacional sobre a excepção proposta no Artigo 4 ser muito limitante. O sector propõe, por exemplo, a ampliação do escopo dos "estabelecimentos de ensino" por forma a incluir instituições ligadas ao património cultural. A parte mais debatida do artigo é a 4(2), segundo a qual a excepção não se aplica caso existam "licenças adequadas" disponíveis no mercado.
A versão do COREPER foi alterada por forma a reflectir os  argumentos do sector da educação, mas ainda inclui o controverso artigo 4(2).[carece de fontes?]

### Artigo 11
O Artigo 11 expande a Directiva de Direito de Autor de 2001 por forma a conceder aos editores direitos de autor directos sobre o "uso on-line das suas publicações por prestadores de serviços da sociedade". Segundo a actual legislação da UE, as editoras estão dependentes da atribuição de direitos de autor pelos criadores e autores, estando obrigadas a provar essa propriedade para cada obra individual.
A proposta anexa várias novas condições para esse direito, incluindo a expiração ao fim de um ano, e isenções para copiar uma parte "não substancial" de uma obra, ou para copiá-la no decurso de pesquisa académica ou científica. Esta proposta é derivada do direito de autor complementar para editores de Imprensa, introduzido na Alemanha em 2013. Os editores de Imprensa, "cujo propósito é informar o público em geral e que são actualizados periodicamente ou regularmente", são distinguidos dos editores académicos e científicos (Considerando 33).
No seu memorandum explicativo, o Conselho descreve a aplicação dos direitos existentes para uso online de jornais e revistas como "complexa e ineficiente", dando especial atenção à utilização de artigos de notícias por "agregadores de notícias ou serviços de monitoramento de mídia" para fins comerciais, e os problemas enfrentados por editores da Imprensa com o licenciamento de seu trabalho para esses serviços. Um estudo encomendado pela Comissão Europeia, que analisou a implementação de leis semelhantes na Alemanha e em Espanha (neste último país resultando, notavelmente, na descontinuação do Google Notícias no território), revelou que os jornais, na verdade, beneficiaram do aumento da exposição, e consequente receita gerada pelo tráfego em anúncios, que as plataformas de agregação de notícias atraiam para os seus artigos online, notando que "os casos alemão e espanhol mostram que a lei pode criar um direito", mas que "as forças do mercado tem valorizado este direito a um preço zero."
A versão da directiva votada pelo JURI continha isenções explícitas para o acto de colocar hiperligações, e o "uso legítimo privado e não comercial das publicações da Imprensa por utilizadores individuais".

### Artigo 12a
Segundo o texto proposto para o artigo 12a, "Protecção dos organizadores de eventos desportivos", os Estados Membros devem prover os organizadores de eventos desportivos com os direitos providenciados pelo Artigo 2 (reprodução), e pelo Artigo 3 (2) (disponibilizar) da Directiva 2001/29/EC e do Artigo 7 (fixação) da Directiva 2006/115/EC. Em linguagem corrente, isto significa que ninguém, excepto o organizador de um evento desportivo, deve ter o direito de disponibilizar (publicar, partilhar, apresentar), reproduzir ou gravar esse mesmo evento.
Este novo direito torna uma violação de direito de autor a captação de imagens através de telemóvel ou máquina fotográfica pessoal, que passa a ser exclusivo dos clubes, ligas e outros organizadores de qualquer evento desportivo no espaço europeu.
Em conjunto com o artigo 13, o artigo 12a pode implicar a proibição da colocação de qualquer imagem ou vídeo executados por fãs e adeptos de qualquer evento desportivo, e qualquer pessoa em geral que não esteja autorizada para o efeito pelos organizadores, em fornecedores de serviços de partilha de conteúdo on-line como o Youtube, Facebook ou o Instagram.

### Artigo 13
O Artigo 13 remove a exceção de "mero condutor" da violação de direito de autor para "fornecedores de serviços de partilha de conteúdo on-line" com fins lucrativos, adicionando em seguida uma isenção de responsabilidade para aqueles que implementem "medidas eficazes e proporcionais" para "prevenir a disponibilização [sem licença] de obras específicas identificadas pelos titulares dos direitos de autor", que ajam com "celeridade" para os remover, e que demonstrem ter feito os "melhores esforços" para "impedir a sua disponibilização futura". O artigo estende quaisquer licenças concedidas para hospedeiros de conteúdo aos seus utilizadores, desde que esses utilizadores não estejam agindo "numa base comercial".
O artigo direciona os estados membros a levar em conta o tamanho do fornecedor, a quantidade de conteúdo carregado, e a eficácia das medidas impostas "à luz da evolução tecnológica". Exige também um processo de apelação, e requer que os hospedeiros de conteúdo compartilhem "informações sobre o uso de conteúdo" com os seus proprietários, cuja falta foi um ponto de discórdia no passado.
O Artigo 13 tem enfrentado críticas generalizadas sobre a possibilidade de poder criar um efeito de arrefecimento sobre a expressão online. Embora o artigo exija apenas "os melhores esforços" por parte dos fornecedores, é amplamente aceite, tanto por críticos como por defensores, que para atender as exigências de prevenção de futuras disponibilizações de conteúdo removido, as maiores empresas terão de implementar a tecnologia de correspondência de conteúdo semelhante ao sistema de "Content ID" do YouTube. Os críticos destacam o problema dos falsos positivos dentro desse tipo de sistemas, e a sua incapacidade em lidar com as limitações ao direito de autor, tais como as excepções legalmente previstas - levando, segundo alegam, a um "banimento dos memes". Apoiantes e terceiras partes assinalam que o YouTube tem utilizado o Content ID há mais de uma década, ainda assim continua a ser um sucesso de hospedagem para conteúdo de todos os tipos.
Os críticos deste artigo sugerem ainda que todos os provedores de conteúdo serão forçados a usar o filtros de conteúdo caros, que somente as grandes empresas de tecnologia dos Estados Unidos têm recursos para desenvolver, e que terceirizar a tarefa tem implicações ao nível da privacidade.

#### Cobertura
As disposições do Artigo 13 afetam sites comerciais de hospedagem de conteúdos que "armazenem e deem acesso público a uma grande quantidade de obras ou outros materiais carregados pelos seus utilizadores, que [os sites] possam organizar e promover com fins lucrativos". A proposta explicita que isto não inclui serviços privados de armazenamento na nuvem, enciclopédias sem fins lucrativos (como a Wikipédia), repositórios educacionais ou científicos, e uma variedade de outros casos.
As disposições deste artigo não se aplicam de forma igual a todos os sites de hospedagem comercial. A proposta explica que das "[micro e pequenas empresas] deve apenas ser esperada a remoção expedita de obras especificamente não autorizadas após notificação dos titulares dos direitos de autor", e que "diferentes medidas podem ser adequadas e proporcionais consoante o tipo de conteúdo".

### Artigo 15
O Artigo 15 tem como objectivo permitir que os autores aumentem a sua remuneração em alguns casos em que esta é desproporcionalmente baixa. Os artigos 14 a 16 da proposta, embora mais fracos que os sistemas actualmente existentes em muitos estados membros, iria melhorar a posição negocial dos autores e artistas.
Associações de autores propuseram um "mecanismo de reversão de direitos" que permitiria a cancelar um acordo de transferência de direito de autor que provasse ser desvantajoso.

### Outros artigos
Outras partes da proposta tentam esclarecer o estatuto jurídico de certas atividades comuns das bibliotecas e das obras órfãs.
As emendas aprovadas por alguns comités do Parlamento Europeu dizem respeito a problemas relacionados ao domínio público e à liberdade de panorama.

## Posicionamentos

### A favor
A diretiva é apoiada por editores, gravadoras, jornais, e artistas. Uma campanha organizada pelo Agrupamento Europeu das Sociedades de Autores e Compositores recolheu mais de 32 mil assinaturas de criadores, incluindo David Guetta, Ennio Morricone, Jean-Michel Jarre, e a banda Air. Entre os apoiantes também se contam os músicos Paul McCartney e James Blunt, o autor Philip Pullman (enquanto chefe da Sociedade de Autores), a Independent Music Companies Association, e o editor alemão Axel Springer.
O apoio no Parlamento Europeu é liderado pelo eurodeputado Axel Voss, relator da directiva, e pelo Grupo do Partido Popular Europeu ao qual pertence. Voss rejeita os argumentos dos que criticam a directiva, descrevendo em particular as referências a censura como "injustificadas, excessivas, objetivamente erradas e desonestas", assinalando que a tecnologia de filtragem de conteúdo tem sido usada no YouTube há uma década, sem nunca ter gerado uma "campanha anti-censura", acusando o "grandes plataformas da [Internet]" de montarem uma "campanha de notícias falsas". O eurodeputado Tom Watson, vice-presidente do Partido Trabalhista do Reino Unido, disse que "temos que garantir aos trabalhadores ...todo o fruto do seu trabalho. A Google está tentando impedir que aconteça".
A Google é uma dos patrocinadoras da Electronic Frontier Foundation, outro líder opositor, e tem sido vista pedindo aos seus parceiros quem façam lobby contra a reforma.
Jornais que apoiam abertamente a directiva rotulam pejorativamente alguns desses opositores como "os maiores e mais ricas empresas do mundo". O Financial Times afirmou em editorial que "o YouTube controla 60 por cento de todo o negócio de streaming áudio, mas paga somente 11 por cento das receitas de que os artistas recebem". Outros jornais focam no Artigo 11, argumentando que a reforma é uma batalha entre o pluralismo dos meios de comunicação europeus, e os monopólios dos gigantes da Internet estrangeiros. De modo geral há um acordo entre a as fontes da Imprensa mainstream de que as plataformas de Internet estão fazendo lobby contra o projecto de lei para defender os seus próprios interesses financeiros.
Um grupo de nove das principais editoras da Imprensa europeia, incluindo Agence France-Presse, a Associação de Imprensa, e a Aliança Europeia de Agências de Notícias publicou uma carta apoiando fortemente a proposta, descrevendo-a como "uma proposta chave para a indústria de mídia, o acesso futuro às notícias pelo consumidor, e, finalmente, uma democracia saudável". Na carta, citam o apoio estatal existente a meios de comunicação em dificuldades, argumentando que este deveria ser ai invés providenciado pelos "gigantes da Internet", que têm "sugado" as receitas de publicidade.

### Oposição

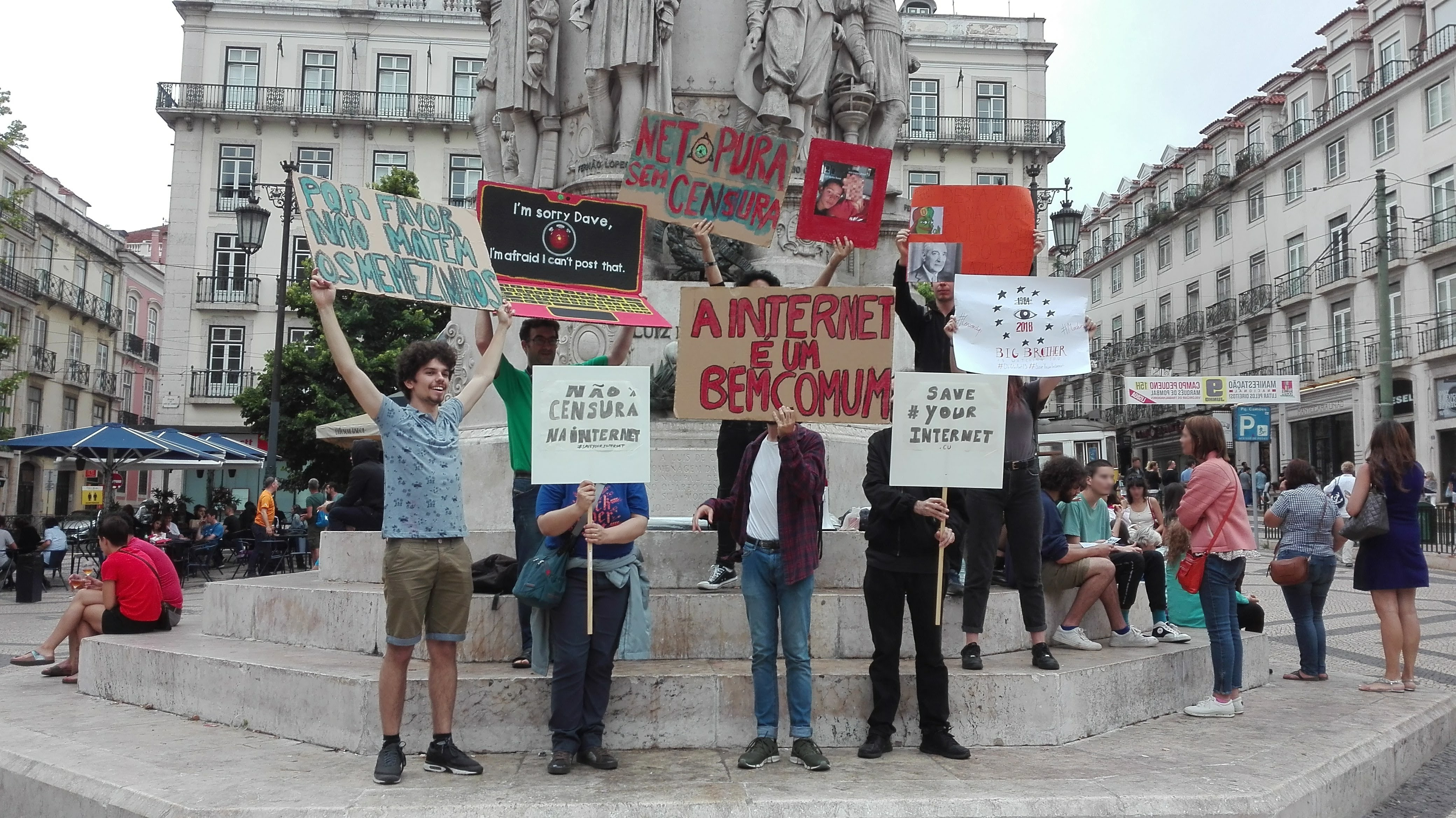
Protesto contra a reforma europeia do direito de autor, em especial os artigos 11 e 13, na Praça Luís de Camões, em Lisboa, Julho de 2018

Os Artigos 11 e 13 da Directiva têm enfrentado críticas generalizadas. Mais de 200 académicos de mais de 25 centros de pesquisa, e por autores, jornalistas, editores, estudiosos de leis, especialistas em Internet, instituições culturais, utilizadores, organizações de direitos civis, legisladores e estudos europeus.
A Google, proprietária do YouTube, tem se oposto à directiva, desde a sua primeira criação em 2016, quando argumentaram que as propostas "transformariam a Internet num lugar onde tudo o que seria carregado para a web deveria ser aprovado por advogados". Em 2018 a empresa incentivou editores de notícias na sua Digital News Initiative, os membros das qual são elegíveis para subvenções a partir de um fundo de €150m, a fazer lobby junto dos eurodeputados sobre as propostas.
O Facebook opõe-se igualmente, argumentando que a proposta "pode ter consequências graves e não intencionais para uma Internet aberta e criativa".
Os activistas criticam o Artigo 11 como um "imposto sobre a ligação", exigindo que os editores de websites "obtenham uma licença antes de ligar para as notícias", e o Artigo 13 como uma "proibição de memes", na base de que a tecnologia empregada na correspondência de conteúdo por forma a atender os requisitos da proposta não permite identificar excepções legais ao direito de autor, como a  paródia.

Outros activistas, como a coligação Copyright for Creativity, reivindicam que a duração do direito de autor é excessivamente longa, e que as propostas estão desactualizadas, não criam qualquer harmonização, senso uma implementação e aplicação das regras disfuncional.

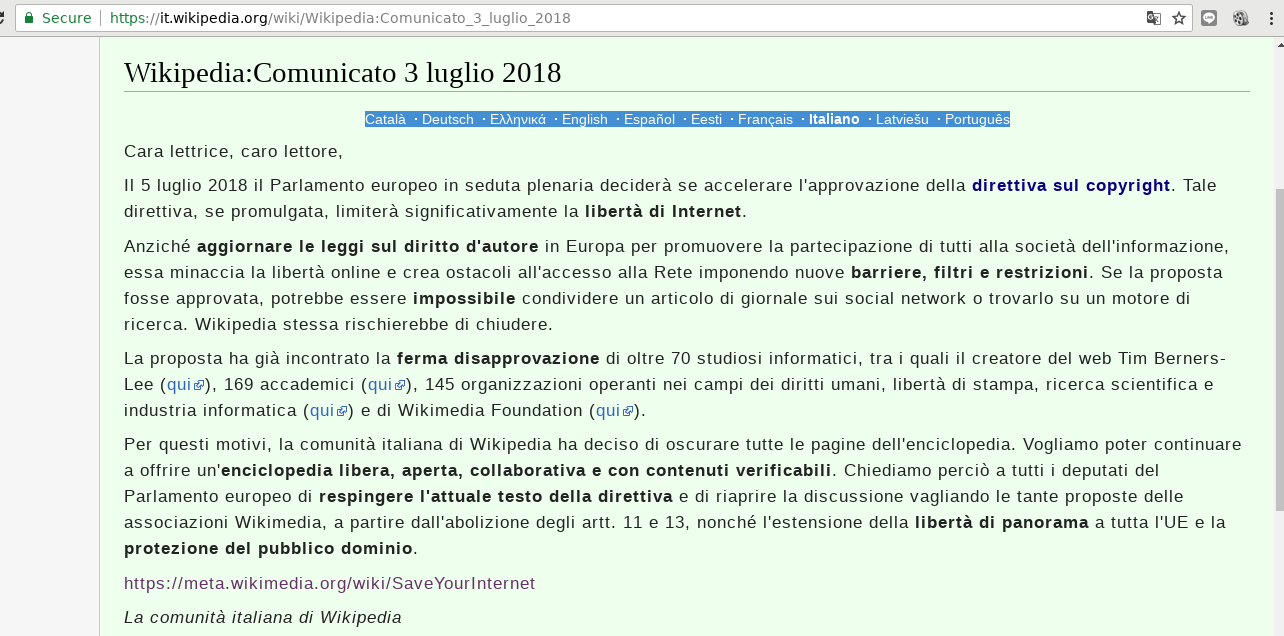
O banner de bloqueio na Wikipédia em italiano. Outras Wikipédias bloqueadas apresentavam mensagens semelhantes.

A crítica vinda da Academia tem, em vez disso, destacado a preocupação sobre a eficácia do impacto do Artigo 11 sobre o número de leitores das publicações on-line, e no Artigo 13 as obrigações aos fornecedores de serviços que irão "beneficiar os grandes jogadores". Entre os que têm se manifestado publicamente contra a lei estão o comediante Stephen Fry; o autor Neil Gaiman; Tim Berners-Lee, criador da World Wide Web; Vint Cerf, co-inventor do TCP/IP; e Jimmy Wales, co-fundador da Wikipédia; os quais levantam questões sobre os custos e a eficácia de upload de filtros, e os efeitos negativos sobre a liberdade de expressão online. A Human Rights Watch e os Repórteres Sem Fronteiras estão entre os signatários de uma carta aberta opondo-se ao Artigo 13. A Scholarly Publishing and Academic Resources Coalition Europe apelou à remoção do Artigo 11, argumentando que iria "tornar as duas últimas décadas de notícias menos acessíveis a pesquisadores e ao público, levando a uma distorção do conhecimento público e da memória dos eventos passados"; e, case seja estendido à publicação académica, seria "efectivamente pedir aos leitores que paguem aos editores para poderem ter acesso a obras das quais autores, instituições ou instituições financiadoras de pesquisa já haviam pago aos editores, para que providenciassem esse conteúdo livremente acessível a todos em 'acesso aberto'".

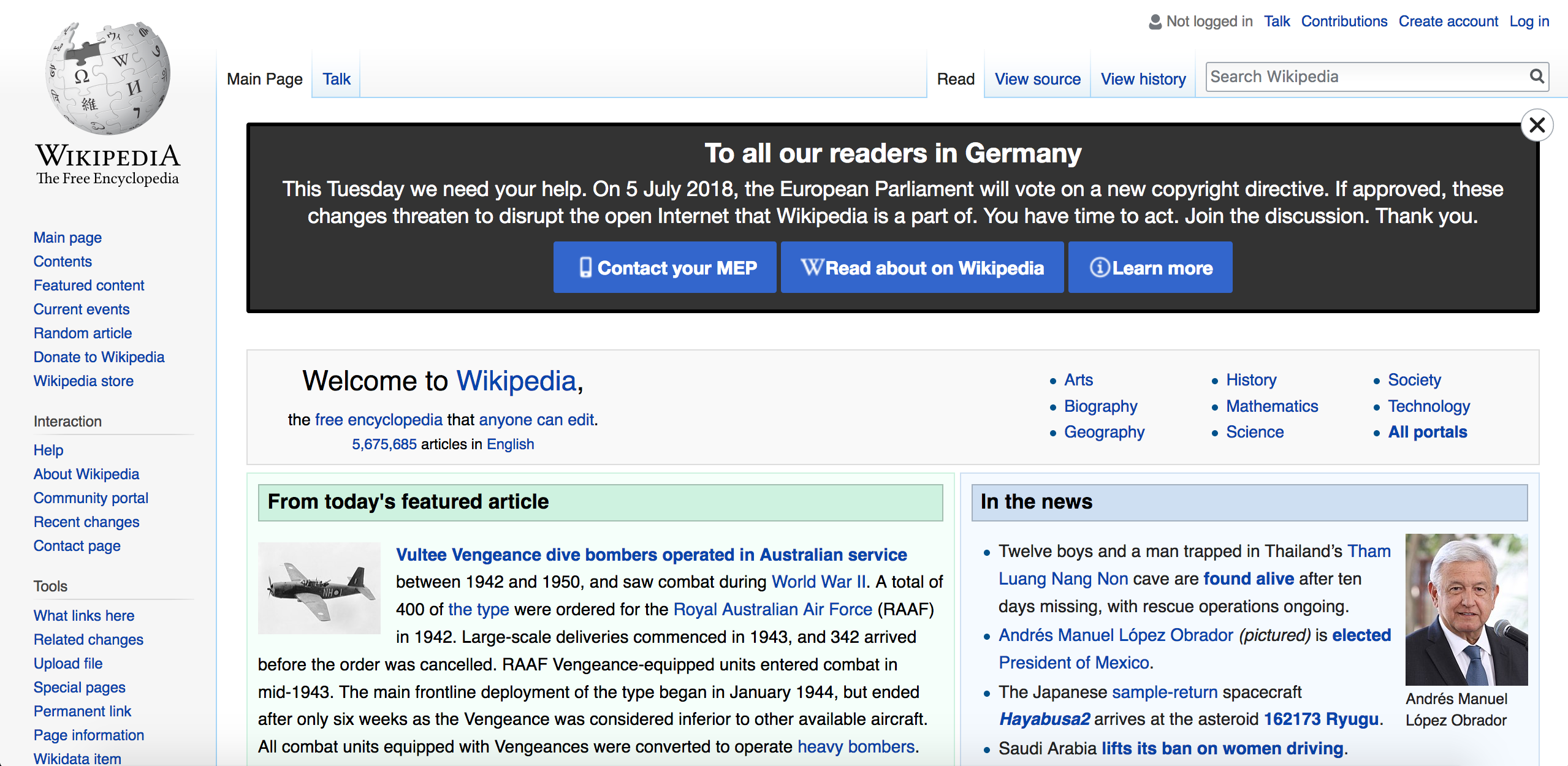
O banner na Wikipédia em inglês, visto a partir de um endereço de IP alemão.

Uma petição na Change.org reunira mais de 950 mil assinaturas a 2 de Setembro de 2018. Poucos dias antes da votação parlamentar, a Wikipédia iniciou uma campanha contra a directiva.
Reportagens que criticam a proposta largamente têm sido publicadas por jornais de grande circulação na Áustria, França, Alemanha, Irlanda, Itália, Polônia, Espanha e Eslováquia.
145 organizações das áreas de recursos humanos e de direitos digitais, liberdade de imprensa, editoras, bibliotecas, instituições de ensino, desenvolvedores de software e provedores de serviço de Internet assinaram uma carta a 26 de abril de 2018, opondo-se à proposta de legislação. Alguns dos que se opõem incluem a Electronic Frontier Foundation, Creative Commons, European Digital Rights, a Sociedade Max Planck, vários capítulos Wikimedia, e a Fundação Wikimedia (a organização-mãe da Wikipédia). A Wikipédia em italiano, depois seguida por outras, incluindo as em espanhol, estónio, letão, polonês, francês e português, fecharam as suas páginas aos leitores entre 3 e 5 de Julho. A Wikipédia em inglês colocou um banner pedindo aos leitores europeus que contactassem os seus representantes no Parlamento Europeu.
Os eurodeputados que se opõem a mudanças incluem Julia Reda, Heidi Hautala, e Dan Dalton. Julia Reda descreve os esforços nos bastidores desta lei como as grandes companhias de mídia tentando forçar "plataformas e motores de busca a usar os seus snippets, e pagar por eles". Os partidos que se opõem a legislação incluem o Partido Verde Europeu.

### Publicação Académica
A proposta é apoiada de modo geral pelas editoras académicas, incluindo a International Association of Scientific, Technical, and Medical Publishers. Este grupo tem, no entanto, criticado a proposta de exclusão de editores científicos das disposições constantes no Artigo 11, descrevendo a exclusão como "injustificada e potencialmente discriminatória".
O Conselho Europeu para Doutorandos e Jovens Investigadores opõe-se à proposta, com base na isenção prevista no Artigo 13 para grupos não-comerciais não abranger todos os repositórios científicos, citando o projecto Horizonte 2020 como um exemplo de trabalho comercial no sector. Concordam também de modo geral com as afirmações dos outros oponentes. O Scholarly Publishing and Academic Resources Coalition, um grupo activista pelo acesso aberto, opõe-se à proposta por princípio.

### Direitos Humanos
O Escritório do Alto Comissariado das Nações Unidas para os Direitos Humanos levantou a questão da proposta ser incompatível com o Pacto Internacional sobre Direitos Civis e Políticos de 1966. Em carta pública datada de 13 de Junho de 2018, o relator especial David Kaye argumentou que a relutância da proposta em concretizar com precisão as obrigações exigidas às entidades hospedeiras de conteúdo criou uma "significativa incerteza jurídica" incompatível com as exigências do pacto de que quaisquer restrições à liberdade de expressão sejam "previstas na lei", concluindo que isto poderia levar a uma pressão sobre os provedores de conteúdo partilhado para que errem por excesso de zelo. Kaye também criticou a ausência de "revisão judicial preliminar" inerente ao sistema, e natureza igualmente extrajudicial do processo de apelação.

A carta também levantou preocupações sobre a falta de protecção para grupos sem fins lucrativos, embora tais grupos tenham sido excluídos das disposições presentes na proposta antes de sua publicação. A UE foi convidada a responder no prazo de 60 dias.